# Gran Premi d'Alemanya del 1967
Resultats del Gran Premi d'Alemanya de Fórmula 1 de la temporada 1967, disputat al circuit de Nürburgring el 6 d'agost del 1967.

## Resultats
Per reunir una participació més elevada van prendre part de la cursa els vehicles de la Fórmula 2, (amb un fons de color) que no es tenien en compte per la classificació del mundial de pilots i de constructors de la F1.
| Pos | No | Pilot           | Equip             | Voltes | Temps/ Retirada       | Pos. de sortida | Punts |
| --- | -- | --------------- | ----------------- | ------ | --------------------- | --------------- | ----- |
| 1   | 2  | Denny Hulme     | Brabham - Repco   | 15     | 2h 05' 55. 7          | 2               | 9     |
| 2   | 1  | Jack Brabham    | Brabham - Repco   | 15     | + 38.5 s              | 7               | 6     |
| 3   | 8  | Chris Amon      | Ferrari           | 15     | + 39.0 s              | 8               | 4     |
| 4   | 7  | John Surtees    | Honda             | 15     | + 2' 25.7 min.        | 6               | 3     |
| 5   | 24 | Jackie Oliver   | Lotus - Ford      | 15     | + 5' 30.7 min.        | 19              |       |
| 6   | 16 | Jo Bonnier      | Cooper - Maserati | 15     | + 8' 42.1 min.        | 16              | 2     |
| 7   | 22 | Alan Rees       | Brabham - Ford    | 15     | + 8' 47.39 min.       | 20              |       |
| 8   | 15 | Guy Ligier      | Brabham - Repco   | 14     | + 1 Volta             | 17              | 1     |
| 9   | 18 | Chris Irwin     | BRM               | 13     | + 2 Voltes            | 15              |       |
| 10  | 27 | David Hobbs     | Lola - BMW        | 13     | + 2 Voltes            | 22              |       |
| 11  | 6  | Pedro Rodríguez | Cooper - Maserati | 13     | + 2 Voltes            | 10              |       |
| Ret | 9  | Dan Gurney      | Eagle - Weslake   | 12     | Palier                | 4               |       |
| Ret | 29 | Jacky Ickx      | Matra - Ford      | 12     | Suspensions           | 22              |       |
| NC  | 29 | Brian Hart      | Protos - Ford     | 12     |                       | 25              |       |
| Ret | 14 | Jo Siffert      | Cooper - Maserati | 12     | Bomba del combustible | 12              |       |
| Ret | 4  | Graham Hill     | Lotus - Ford      | 8      | Suspensions           | 13              |       |
| Ret | 17 | Hubert Hahne    | Lola - BMW        | 6      | Suspensions           | 14              |       |
| Ret | 11 | Jackie Stewart  | BRM               | 5      | Diferencial           | 3               |       |
| Ret | 3  | Jim Clark       | Lotus - Ford      | 4      | Suspensions           | 1               |       |
| Ret | 5  | Jochen Rindt    | Cooper - Maserati | 4      | Radiador              | 23              |       |
| Ret | 29 | Kurt Ahrens Jr. | Protos - Ford     | 4      | Radiador              | 23              |       |
| Ret | 10 | Bruce McLaren   | Eagle - Weslake   | 3      | Pèrdua d'oli          | 5               |       |
| Ret | 12 | Mike Spence     | BRM               | 3      | Diferencial           | 11              |       |
| Ret | 23 | Jo Schlesser    | Matra - Ford      | 2      | Motor                 | 21              |       |
| Ret | 20 | Gerhard Mitter  | Brabham - Ford    | 0      | Motor                 | 24              |       |

## Altres
- Pole: Jim Clark 8' 04. 1

- Volta ràpida: Dan Gurney 8' 15. 1 (a la volta 6)